# HC Litvínov
Le HC Litvínov est le club de hockey sur glace de la ville de Litvínov en Tchéquie.
L'équipe senior évolue dans l'Extraliga, plus haute division tchèque depuis 1993.

## Histoire
L'équipe est créée le 8 novembre 1945 sous le nom de Sportovní klub Stalinovy závody Horní Litvínov.
Par la suite, le club portera les noms suivants :
- 1954 - Jiskra stalinovy závody Litvínov
- 1962 - CHZ[4] Litvínov
- 1990 - HC CHZ Litvínov
- 1991 - HC Chemopetrol Litvínov
- 1994 - HC Litvínov, s. r. o.
- 1996 - HC Chemopetrol, a. s.
- 2007 - HC Litvinov, a. s.

Litvínov a accédé en 1959 à la première division tchécoslovaque et n'a jamais été relégué depuis.
L'équipe a atteint la deuxième place du championnat en 1978, 1984, 1991 et 1996.
Litvínov devient champion de République tchèque en 2015.

## Palmarès
Champion de Tchéquie
- 2015